# Gova
Gova was een fabrikant van rijdende winkels, gevestigd in Amsterdam (Zeeburgerpad), Wormer en Wormerveer. Het bedrijf is opgericht door de heren De Goede en Verhaar in 1955. In de beginjaren bouwden zij driewielige voertuigen met een rotanmotor. Daarna volgden rijdende winkels, voorzien van Volkswagen 1600-industriemotoren en voorwielaandrijving. Dit was de eerste rijdende winkelwagen waar de klant naar binnen ging, om zelf zijn boodschappen te doen. Later volgden vele uitvoeringen van 6 tot 11 meter lang. De jaarproductie in 1970 was 200 stuks. Er werkten toen 100 personen bij het bedrijf. Ook zijn er op deze basis nog enkele marktwagens gebouwd. Na een faillissement in 1980 ging M. Pot verder onder de naam Gova Service en kwam er een nieuw concept, waarbij de wagen gebouwd werd op een eigen chassis, voorzien van Mercedes-Benz-assen, -motor en -versnellingsbak.
In 1991 gaan GOVA en concurrent Spijkstaal Carrosserieën BV een samenwerking aan. Beide stoppen met hun eigen productie en maken samen de Optima-winkelwagen. Het chassis en het front zijn van Gova en het interieur van Spijkstaal, aangevuld met een carrosserie van Spijkstaal Weert. In 1993 komt er een einde aan GOVA Service. In 1996 gaat Spijkstaal failliet en stopt de productie van rijdende winkelwagens.